# Белый виски
Белый виски (англ. White Dog) — сырой, невыдержанный дистиллят виски. Также данному понятию соответствует дистиллят-сырец, прошедший незначительную выдержку в деревянных бочках, но недостаточную для того, чтобы придать цвет и аромат готовому напитку.

## Описание
Исторически название White Dog связано с процессом производства виски в США без необходимости хранения напитка в дубовых бочках до розлива в бутылки. Сам процесс называется дистилляцией «белой собаки». У напитка есть несколько названий. Иногда его называют «белой молнией», «светлым виски» или «белым виски». «Белая собака» является важной частью процесса производства бурбона.
Белый виски — название невыдержанного американского виски. Данный напиток является американской альтернативой тому, что шотландские винокурни называют англ. New Make или англ. Malt Spirit. Данный напиток характерен значительной зерновой сладостью и ароматом. Он не такой сложный и насыщенный, как выдержанный виски, но при этом даёт возможность попробовать американский виски таким, каким он был сотни лет назад (отсылка к традициям того времени).
После дистилляции и разбавления до необходимой крепости, разливается непосредственно в бутылки, чтобы сохранить полный вкус белого виски.
Многие сравнивают белый виски с самогоном. Тем не менее, белый виски — это не просто чрезмерно крепкий побочный продукт дистилляции виски, а настоящий тип виски, который продают многие бренды.

### Различие между водкой и белым виски
Хотя водка также производится из тех же зерновых, что и виски, конечной целью производителей водки является создание чистого спирта, который не имеет собственного вкуса. Белый виски содержит в своём составе конгенеры, которые придают цветочные и более сладкие ноты, придаваемые пшеницей, рожью или ячменем, а также ферментированной кукурузой. Белый виски скорее похож на невыдержанный бурбон, в составе которого больше вкусовых элементов с меньшим количеством кукурузы и других зерновых.